# К
К, к e буква от кирилицата. Обозначава беззвучната заднонебна преградна /k/. Присъства във всички славянски кирилски азбуки (11-а в българската, 12-а в руската, беларуската и сръбската, 13-а в македонската и 15-а в украинската). Използва се също така и в азбуките на народите от бившия СССР. В старобългарската азбука има название како, съответно в църковнославянска — какѡ. В глаголицата се изписва така , а в кирилицата — К. И в двете азбуки има цифрова стойност 20. Произлиза от гръцката буква Капа κ. Аналогична е по форма на латинската буква K, като обикновено само малката форма на буквата се изобразява различно. Кирилското малко к в почти всички случаи се изобразява с къса чертичка за разлика от латинското k, при което тя се изобразява удължена.